# Walter Gerbino
Walter Gerbino (* 24. Februar 1951 in Triest) ist ein italienischer Psychologe und wird wie Paolo Bozzi (1930–2003) und Giovanni Bruno Vicario (1932–2020) der auf Gaetano Kanizsa zurückgehenden „Schule von Triest“ der Gestalttheorie in Italien zugerechnet.
Von 1982 bis 1983 war Gerbino Ordentlicher Professor für Psychologie an der Universität Padua. Seit 1983 ist Gerbino Professor für Allgemeine Psychologie an der Universität Triest. Von 1997 bis 2003 war er an dieser Universität auch Präsident der Fakultät Psychologie; diese Funktion hat er seit 2006 neuerlich inne.
Gerbinos Fachgebiet ist die Wahrnehmungspsychologie, insbesondere die so genannte "amodale Ergänzung". Damit ist das Wahrnehmungsphänomen gemeint, dass bei bestimmten visuellen Vorlagen eine in der Reizvorlage gar nicht oder nur teilweise gegebene Figur sich in der Wahrnehmung unter einer anderen Figur fortzusetzen scheint. Ein solches von Gerbino experimentell untersuchtes Phänomen wird nach ihm "Gerbino-Illusion" genannt. 2005 veröffentlichte Gerbino zusammen mit Fabrizio Ventimiglia und Carlo Fantoni die Entdeckung einer neuen Illusion, der so genannten "Tangenten-Illusion" (tangent illusion).

## Ausgewählte Publikationen
- 1983: La percezione. Il Mulino, ISBN 8815001727
- 1985 (ed.): Conoscenza e struttura. Festschrift per Gaetano Kanizsa. Il Mulino, ISBN 8815007903
- 1988: Models of achromatic transparency: A theoretical analysis. Gestalt Theory, 10, 5-20.
- 1994: Achromatic transparency. In: A. L. Gilchrist (ed.), Lightness, Brightness, and Transparency. Hillsdale, NJ: Erlbaum, pp. 215-255.
- 2012: Amodal completion and shape approximation. Perception 41, ECVP Abstract Supplement.